# Rhamnus humboldtiana
Rhamnus humboldtiana là một loài thực vật có hoa trong họ Táo. Loài này được Willd. ex Schult. miêu tả khoa học đầu tiên năm 1819.